# Синдром Бехчета
Синдро́м Беxче́та (нерідко — хвороба Беxчета) — хронічне автоімунне захворювання, що проявляється афтозним стоматитом, ураженням слизових оболонок геніталій, очей (ірит, увеїт, іноді сліпота) та часто залученням у процес внутрішніх органів (плеврит, бронхопневмонія, міокардит, менінгоенцефаліт, тощо). Іноді на шкірі з'являється висип у вигляді вузлуватої еритеми, невеликі гнійники, фурункулоподібні елементи. Названий на честь турецького лікаря Хулусі Бехчета, який вперше описав цей синдром.

## Причина
Є дві гіпотези виникнення захворювання: 
- Перша припускає генетичну схильність до виникнення хвороби,
- Друга — автоімунна гіпотеза, підтверджується наявністю у крові хворих циркулюючих імунних комплексів, які скупчуються у тканинах та спричинюють їхнє пошкодження.

## Діагностика
Необхідне визначення кількості Т-лімфоцитів, співвідношення Т- та В-лімфоцитів, реакція прямої імунофлюоресценції пошкодженої тканини та імуноморфологічне вивчення елементів ураження.

## Лікування
Проводять загальнозміцнюючими, десенсибілізуючими засобами, при необхідності — глюкокортикостероїдними препаратами. Місцево проводять санацію ротової порожнини у міжрецидивний період, аплікації на афтозні елементи ферментних препаратів, знеболюючі засоби, кератопластичні мазі. При наявності неврологічних симптомів показана седативна терапія.